# ليلياس تروتر
إيزابيلا ليلياس تروتر (بالإنجليزية: Lilias Trotter)‏ (14 يوليو 1853 - 28 أغسطس 1928) كانت فنانا ومبشرا بروتستانتيا إلى الجزائر.

## النشأة
ولدت ليلياس تروتر في مرليبون، لندن، لإيزابيلا والكسندر تروتر، ثري سوق الأوراق المالية عن بنك كوتس. كان كلا الوالدين منجذبان للقراءة بشكل جيد، ولديهما حب معرفى غريب، ويميلان نحو الإنسانية. إيزابيلا غريبة، وهي منخفضة الكنيسة الانجليكانية وابنة مديرة مستعمرة اندرو توماس اندرو توماس لوميسدين سترينج، تزوج الكسندر بعد وفاة زوجته الأولى، التي كانت قد أنجبت له له ستة أطفال. كانت ليلياس أول ثلاثة أطفال ولدوا لهذا الزواج الثاني.
على الرغم من أن ليلياس قد دمرها وفاة والدها عندما كان عمرها اثني عشر، وقد تقلصت الظروف المالية للعائلة فقط نسبيا من خسارته. وفي العام التالي، انتقلت الأسرة إلى 40 ساحة مونتاجو، حيث المجاور كان الكاتب أنتوني ترولوب.
في أوائل العشرينات، كانت تروتر ووالدتها تتأثران إلى حد كبير من قبل حركة الحياة العالية، وليلياس قد انضمت إلى قوة من المتطوعين خلال اجتماعات حملة المبشر الأمريكي دوايت لام مودي في لندن.
على الرغم من أن تروتر كانت فنانة ذاتية التعليم تقريبا، وتعتقد والدتها بموهبتها الاستثنائية، وفي عام 1876، أرسلت بعض رسوماتها إلى الناقد الفني والفيلسوف الاجتماعي جون راسكن في حين أن كل الثلاثة كانوا يقيمون في البندقية -فإن الأخير بينما يتعافى من الوفاة المبكرة لروز لا توش، وهي طالبة شابة التي كان قد اقترح الزواج منها. وأشاد راسكن بالمهارات الفنية لتروتر، وأصبحت طالبة غير رسمية وصديق جيد على الرغم من التفاوت في أعمارهم. وقال راسكن لتروتر انها إذا وافقت ان تهب نفسها لفنها «انها ستكون أعظم رسامة وستنتج أشياء من شأنها أن تكون خالدة.»

## الجزائر
خلال السنوات القليلة المقبلة، رأت تروتر أنها نراودها فكرة نحو العمل التبشيري في الأراضي غير المسيحية، حتى أن أحد أصدقائها أخبر أنها «كلما كانت تصلي»، فإن عبارة شمال أفريقيا «بدت في روحها كما لو صوتا ويدعو لها.»  في مايو 1887، عندما سأل التبشيريين في اجتماع ديني عن الذهاب إلى شمال أفريقيا إذا كان الله كان يدعو أي شخص لشمال أفريقيا، ارتفع صوت تروتر، وقالت: «إن الله يدعونى.» وفي 14 يوليو، عيد ميلادها الرابع والثلاثين، قالت انهاتقدمت كمرشح للبعثة من شمال افريقيا، ولكن تم رفض الترشيح لأنها لم تتمكن من اجتياز الفحص الطبي له. ومع ذلك، ولأن لديها الموارد اللازمة لتكون مكتفية ذاتيا، قررت البعثة أنها قد «تعمل في وئام» مع المجتمع دون أن تكون عضوا رسميا.
بعد تسعة أشهر، مارس 1888، تروتر واثنين من غيرها من النساء، بما في ذلك بلانش هاوورث المستقلة ماليا، التي ظلت لأكثر من ثلاثين عاما تلعب دور «مرثا» لتروتر «مريم»— وصلت تروتر إلى الجزائر. قامت باستدعاء «ثلاثة منا ووقفت هناك، وتبحث في ميدان معركتنا، لا أحد منا كان مناسبا لتمرير المهمة لأي مجتمع، لا نعرف الروح في المكان، أو حتى أي لفظة عربية أو لديه أدنى فكرة عن بدء العمل على تلك الأرض التي لم يمسها أحد؛ كنا نعرف فقط أنه كان علينا أن تأتي حقا إذا لزم الأمر فإن الله سيسهل الأمر، وقال انه كان!»
انتقلت المرأة إلى المربع الفرنسي ودرست بجد العربية من خلال المواد الدراسية الفرنسية وفي نهاية المطاف من خلال مدرس موثوق. تعلموا أيضا كيف العمل المنزلي، كل منهم في وقت سابق بعد أن تم توفية احتياجاتهم من قبل الموظفين.